# مرحلة خروج المغلوب في دوري أبطال إفريقيا 2012
مرحلة خروج المغلوب من دوري أبطال أفريقيا 2012 جرت بين شهري أكتوبر و نوفمبر 2012. لعبت المباريات في 5–7 أكتوبر (مباريات النصف النهائي المواجهة الأولى)، 19–21 أكتوبر (مباريات النصف النهائي المواجهة الثانية)، 2–4 نوفمبر (مباراة النهائي المواجهة الأولى)، 16–18 نوفمبر (مباراة النهائي المواجهة الثانية).

## الأندية المتأهلة
| المجموعة         | بطل المجموعة   | الوصيف          |
| ---------------- | -------------- | --------------- |
| المجموعة الأولى  | الترجي الرياضي | سانشاين ستارز   |
| المجموعة الثانية | الأهلي         | تي. بي. مازيمبي |

### النصف النهائي
| تي. بي. مازيمبي | 0 – 0 | الترجي الرياضي |
| --------------- | ----- | -------------- |
|                 | تقرير |                |

| الترجي الرياضي | 0 – 1 | تي. بي. مازيمبي |
| -------------- | ----- | --------------- |
| بن منصور 70'   | تقرير |                 |

الترجي الرياضي فاز 1–0 بمجموع المبارتين و تأهل إلى نهائي دوري أبطال أفريقيا 2012.
| سانشاين ستارز                                   | 3 – 3 | الأهلي                  |
| ----------------------------------------------- | ----- | ----------------------- |
| تيمن 38' · أولورونداري 73' (ركل.) · أوساسكو 84' | تقرير | جدو 18'، 74' · حمدي 32' |

| الأهلي  | 0 – 1 | سانشاين ستارز |
| ------- | ----- | ------------- |
| جدو 28' | تقرير |               |

الأهلي فاز 4–3 بمجموع المبارتين و تأهل إلى نهائي دوري أبطال أفريقيا 2012.

### النهائي
| الأهلي   | 1 – 1 | الترجي الرياضي |
| -------- | ----- | -------------- |
| حمدي 88' | تقرير | الهيشري 49'    |

| الترجي الرياضي | 1 – 2 | الأهلي               |
| -------------- | ----- | -------------------- |
| ندجينغ 85'     | تقرير | جدو 43' · سليمان 88' |

الأهلي فاز 3–2 بمجموع المبارتين.